# 안데스긴발톱쥐
안데스긴발톱쥐(Chelemys macronyx)는 비단털쥐과 긴발톱쥐속에 속하는 설치류의 일종이다. 아르헨티나와 칠레의 토착종이다. 파타고니아 너도밤나무 숲과 인근 초원에서 발견된다.